# (7738) Heyman
(7738) Heyman est un astéroïde de la ceinture principale.

## Description
(7738) Heyman est un astéroïde de la ceinture principale. Il fut découvert le 24 novembre 1981 à Harvard par l'observatoire Oak Ridge. Il présente une orbite caractérisée par un demi-grand axe de 2,25 UA, une excentricité de 0,18 et une inclinaison de 6,0° par rapport à l'écliptique.

## Compléments